# Akbas (Bugulmai járás)
Akbas (oroszul: Акбаш) település Oroszországban, Tatárföld Bugulmai járásában. 
Népessége 2000-ben 623 fő  volt.
Tatárföld délkeleti részén, Bugulmától kb. 20 km-re délnyugatra helyezkedik el, a Szamarai terület, az Orenburgi terület és Tatárföld határának találkozása közelében.
A település 1959-ben jött létre és az azonos nevű vasútállomás körül alakult ki. Itt csatlakozik az Uljanovszk–Ufa vasúti fővonalhoz az észak–déli irányú Agriz–Naberezsnije Cselni–Leninogorszk–Akbas vasútvonal.